# Czuwajcie!

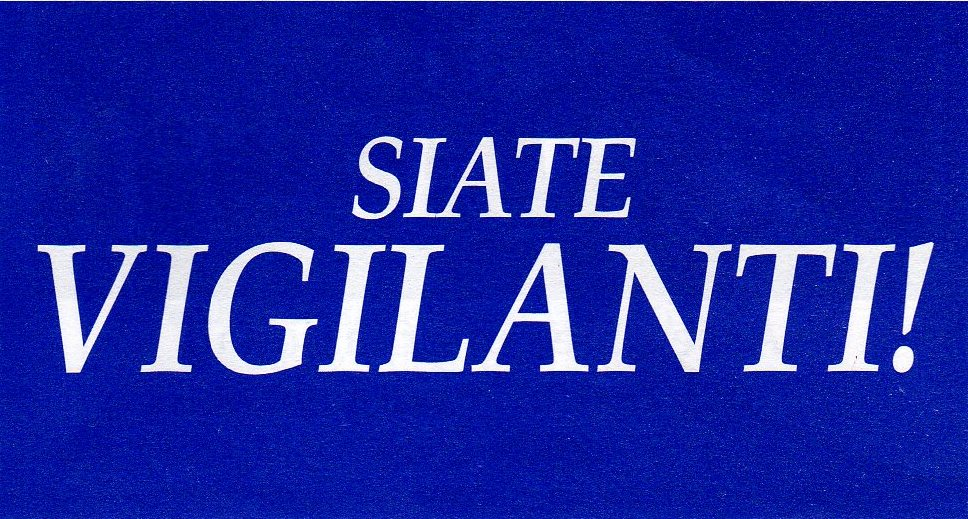
Hasło kongresowe Czuwajcie! w języku włoskim

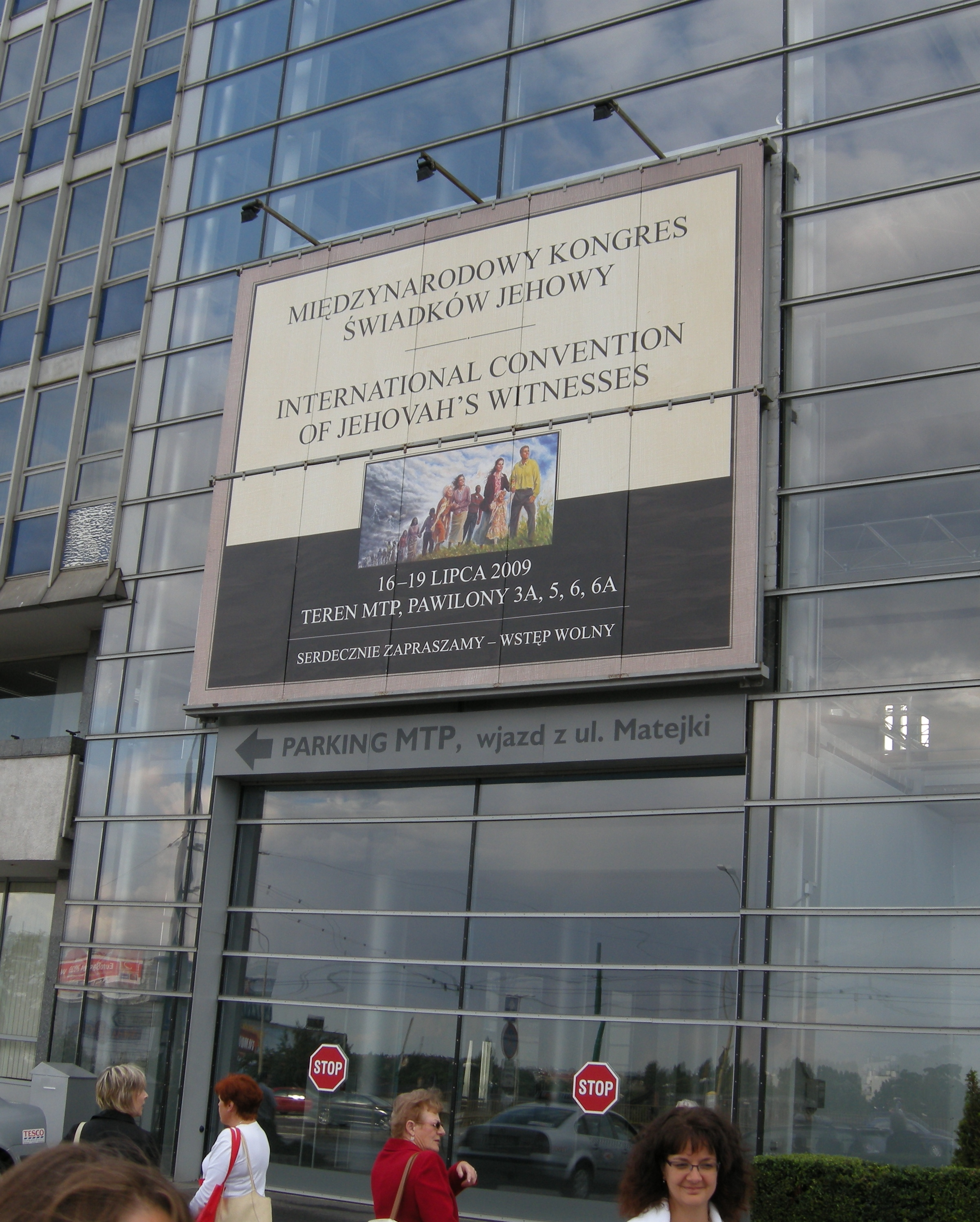
Tablica informacyjna z hasłem kongresowym (Poznań)

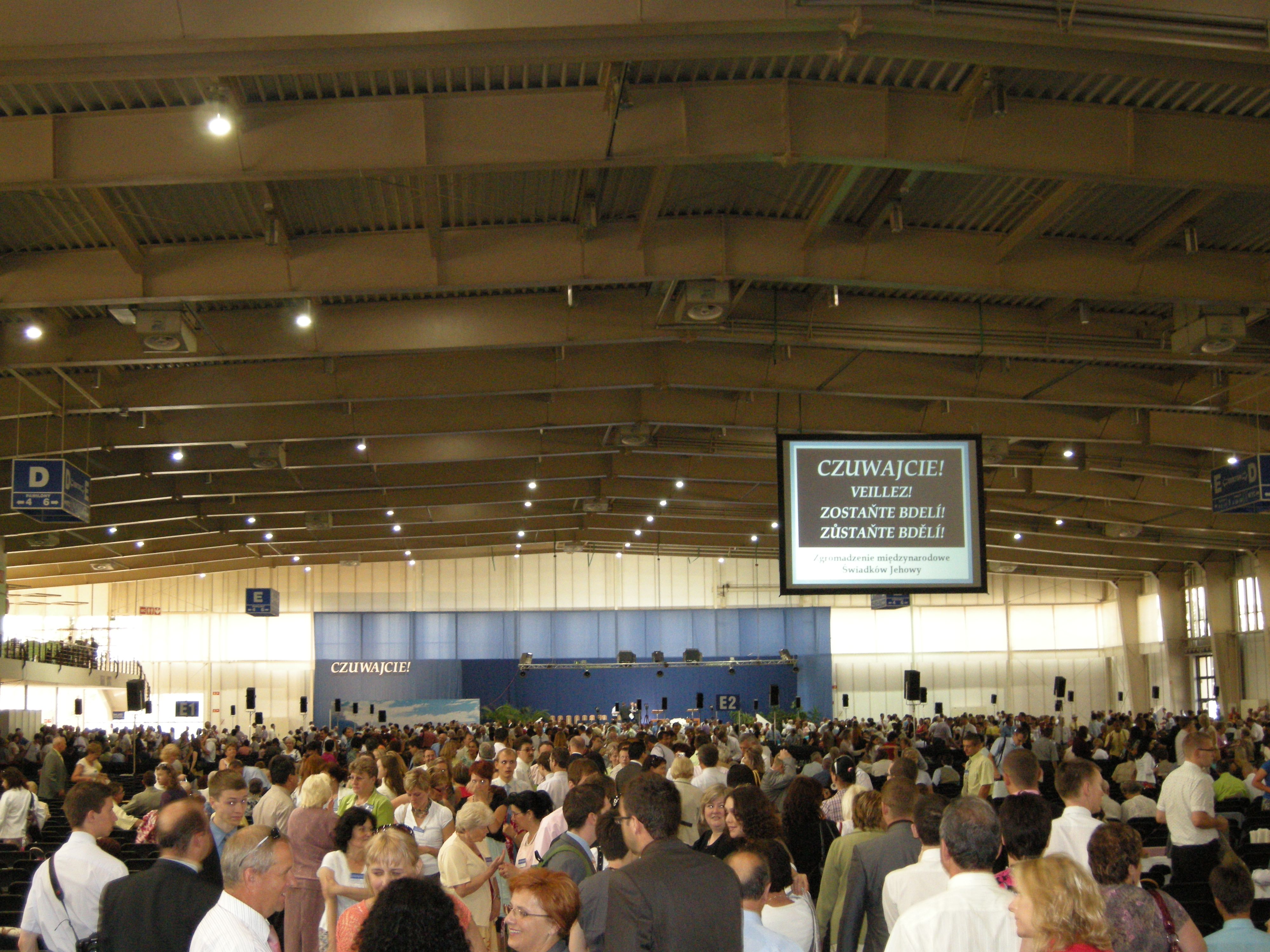
Przed rozpoczęciem programu kongresu (Poznań)

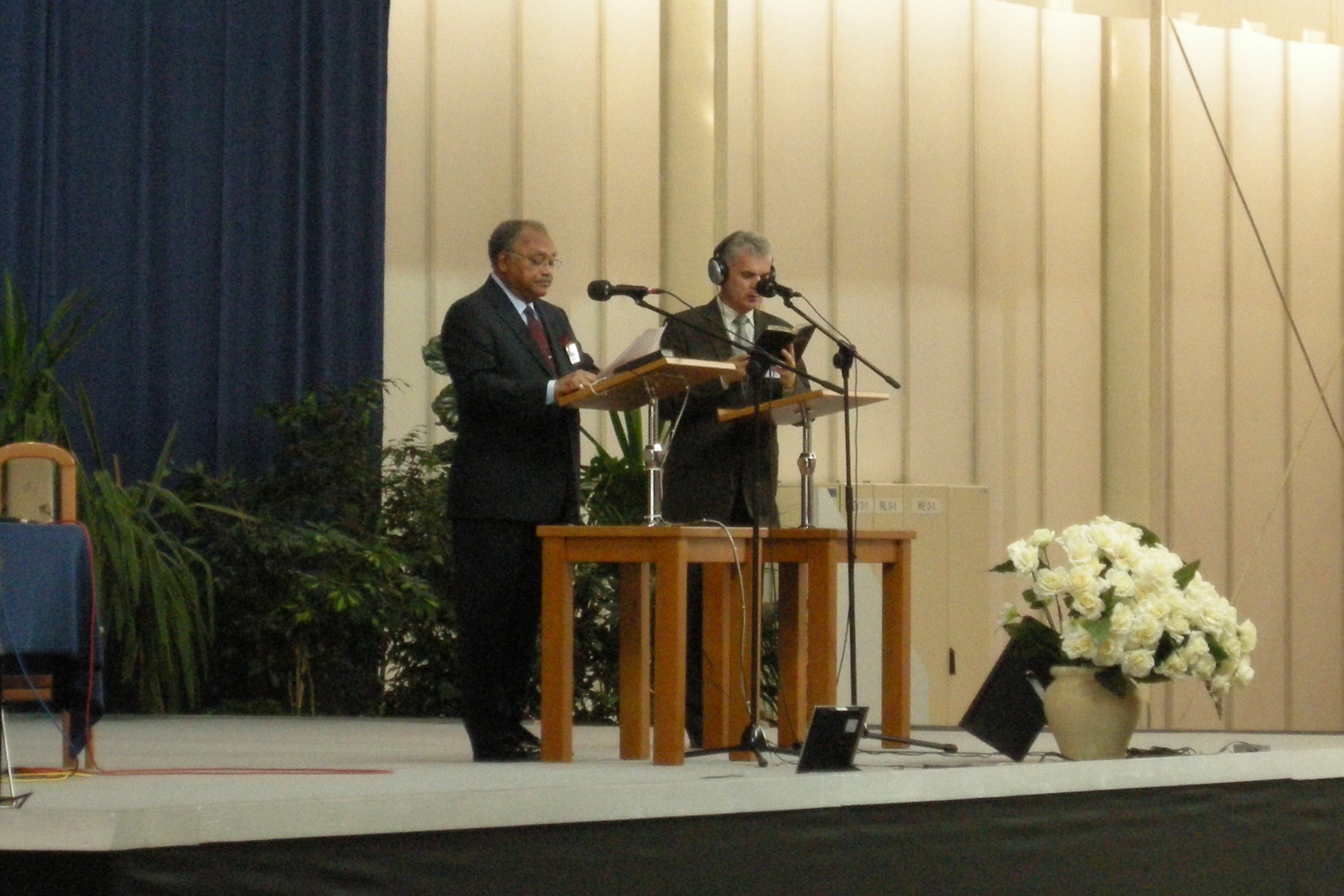
Samuel F. Herd (z lewej), członek Ciała Kierowniczego przemawia na kongresie międzynarodowym w Poznaniu

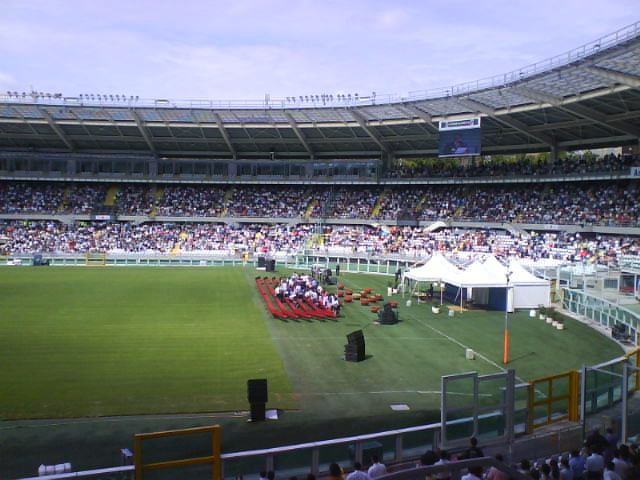
Kongres międzynarodowy (Turyn)

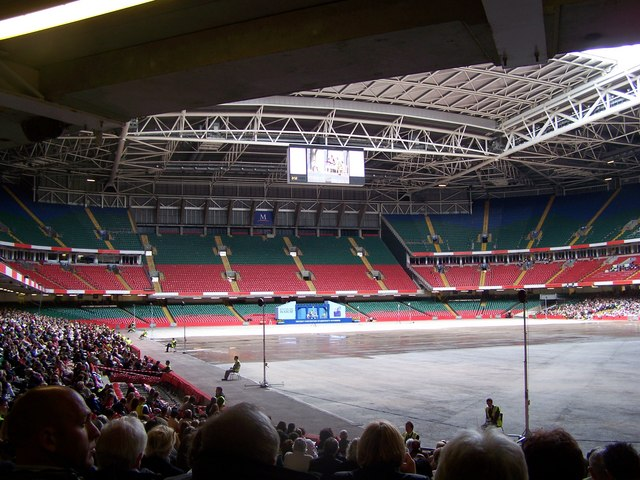
Kongres okręgowy (Cardiff)

Czuwajcie! – ogólnoświatowa seria kongresów (dużych spotkań religijnych) zorganizowanych przez Świadków Jehowy w 155 krajach świata. Kongresy rozpoczęły się latem 2009 roku na półkuli północnej, a zakończyły na początku 2010 roku na półkuli południowej.
Myśl przewodnia programu kongresu to słowa Jezusa: „Czuwajcie, gdyż nie wiecie, którego dnia wasz Pan przyjdzie” (Mt 24:42 NW, 1997) oraz „Stale patrzcie, wciąż czuwajcie” (Mr 13:33 NW, 1997).
Kongres miał na celu udzielenie zachęt do dalszego niewzruszonego trwania w wierze i czujności duchowej w „dniach ostatnich”.

## Kongresy międzynarodowe
W ramach serii kongresów pod hasłem „Czuwajcie!” zgromadzenia międzynarodowe odbyły się w 37 miastach, w 16 różnych krajach. Miasta kongresowe zgromadziły przeszło 200 000 delegatów, którzy przyjechali ze 136 krajów świata.
W Polsce odbył się czterodniowy kongres międzynarodowy Świadków Jehowy w dniach od 16 do 19 lipca 2009 roku na terenie MTP w Poznaniu.
Kongresy międzynarodowe odbyły się również w Austrii, Birmie (Mjanmie), Chile, Francji, Ghanie, Kenii, Korei Południowej, Meksyku, Niemczech, Peru, Republice Południowej Afryki, Stanach Zjednoczonych, Trynidadzie i Tobago, we Włoszech oraz w Wybrzeżu Kości Słoniowej. Uczestniczyło w nich 1 495 045 osób, spośród których 15 730 przyjęło chrzest.

### Kongres w Poznaniu
Na kongres w Poznaniu przybyli delegaci z ponad 10 krajów: z Australii (150), Czech, Finlandii, Francji (1700 delegatów), Estonii, Litwy, Łotwy, Niemiec, Paragwaju, Słowacji, Szwecji (1200) i Stanów Zjednoczonych (1100).
Program był przedstawiany w j. polskim, francuskim, czeskim i słowackim.
W Poznaniu wykładu publicznego „Jak przeżyć koniec świata?” wysłuchało 25 133 osoby, a w sobotę 18 lipca chrzest przyjęło 120 osób. Przewodniczącym zgromadzenia w Poznaniu był Samuel F. Herd, członek Ciała Kierowniczego Świadków Jehowy.

### Pozostałe kongresy międzynarodowe na świecie

#### Austria
6–9 sierpnia: Wiedeń, Ernst-Happel-Stadion (ponad 40 tysięcy obecnych, delegacje z 18 krajów, m.in. z Finlandii, Japonii, Stanów Zjednoczonych, Szwecji i krajów wschodnioeuropejskich).

#### Birma
2–6 grudnia: Rangun, Myanmar’s National Indoor Stadium (ponad 5 tysięcy obecnych, w tym 700 delegatów zagranicznych).

#### Chile
12–15 listopada: Santiago, Estadio Monumental David Arellano (ponad 75 tysięcy obecnych, delegacje z 23 krajów: z Argentyny (1000), Stanów Zjednoczonych (800), Brazylii (650), Japonii (400) oraz m.in. z Australii, Danii, Finlandii, Hiszpanii, Holandii, Kanady, Meksyku, Niemiec, Norwegii, Nowej Zelandii, Paragwaju, Peru, Szwecji, Urugwaju, Wenezueli, Wielkiej Brytanii i Włoch); Viña del Mar oraz w Concepción. Uczestniczyło w nich ogółem 114 792 osób.

#### Francja
30 lipca–2 sierpnia: Paryż, Parc des Expositions (ok. 60 tysięcy obecnych, w tym około 4 tysięczna delegacja z Polski; program w j. angielskim, francuskim, polskim, portugalskim i ukraińskim); Béziers, Stade de la Méditerranée; Bordeaux, Parc des Expositions (program w j. francuskim i portugalskim); Clermont-Ferrand, Grande Halle d’Auvergne; Douai, Gayant Expo; Lyon, Parc des Expositions (program w j. francuskim, hiszpańskim i włoskim); Marsylia, Parc Chanot; Metz, Parc des Expositions; Nantes, Parc des Expositions de la Beaujoire; Nicea, Palais des Congrès et des Expositions;

#### Ghana
3–6 grudnia: Akra, Ohene Djan Sports Stadium (ponad 55 tysięcy obecnych, w tym 2 tysiące delegatów z 16 krajów).

#### Kenia
3–6 grudnia: Nairobi, Kasarani Stadium (ponad 39 tysięcy obecnych, m.in. delegacje z Egiptu, Etiopii, Liberii, Nigerii, Republiki Konga, Południowej Afryki, Rwandy, Somalii, Sudanu, Tanzanii i Ugandy; program w j. angielskim, suahili i francuskim);

#### Korea Południowa
27–30 sierpnia: Seul, Seul World Cup Stadium (ok. 60 tysięcy obecnych, 4512 delegatów z 24 krajów, m.in. z Japonii (2800 delegatów), Singapuru (230), Malezji (210); program w j. koreańskim, japońskim, angielskim i chińskim (mandaryńskim)).

#### Meksyk
10–13 grudnia Meksyk, Estadio Azteca.

#### Niemcy
9–12 lipca: Berlin, Olympiastadion (ponad 47 tysięcy obecnych, w tym 4 tysięczna delegacja z Polski; program w j. niemieckim, angielskim, polskim, rosyjskim, rosyjskim j. migowym); Dortmund, Signal Iduna Park (program w j. niemieckim, niderlandzkim, portugalskim i rosyjskim); Frankfurt nad Menem, Commerzbank-Arena (program w j. niemieckim, angielskim, francuskim, serbsko-chorwackim i perskim); Hamburg, HSH Nordbank Arena (program w j. niemieckim, chińskim, duńskim i tamilskim); Monachium, Olympiastadion (program w j. niemieckim, greckim, tureckim, włoskim i niemieckim j. migowym).

#### Peru
5–8 listopada: Lima, Estadio Monumental.

#### RPA
10–13 grudnia: Kapsztad, Bellville Velodrome (ponad 44 tysiące obecnych, delegacje m.in. z Japonii, Szwecji, Stanów Zjednoczonych, Wielkiej Brytanii); Durban, Kings Park Stadium (ponad 33 tysiące obecnych).

#### Stany Zjednoczone
19–22 listopada: Honolulu, Hawaii Convention Center, (ponad 30 tysięcy obecnych, w tym 6 tys. delegatów z Japonii i 8 tys. z kontynentalnej części Stanów Zjednoczonych; program w j. angielskim, chińskim (mandaryńskim, kantońskim), ilokańskim, japońskim, marszalskim, samoańskim i truk).
18–21 czerwca: Long Beach, Convention Center Arena (program w j. angielskim, chińskim (mandaryńskim), japońskim, koreańskim, tagalog, i wietnamskim).
4–7 czerwca: San Diego, Qualcomm Stadium (ponad 41 tysięcy obecnych; program w j. angielskim i hiszpańskim; delegacje z Aruby, Australii, Bonaire, Curaçao, Dominikany, Grenady, Gruzji, Gwatemali, Irlandii, Jamajki, Kamerunu, Kenii, Kirgistanu, Liberii, Meksyku, Nigerii, Panamy, Portoryko, Peru, Republiki Środkowoafrykańskiej, Saint Lucia, Trynidadu i Tobago, Wielkiej Brytanii);
W Stanach Zjednoczonych oprócz kongresów międzynarodowych zorganizowano 319 kongresów okręgowych w 81 miastach. Program przedstawiono w 17 językach.

#### Trynidad i Tobago
10–13 grudnia: Port-of-Spain, Queen’s Park Oval (delegacje z 20 krajów, w tym większość z wysp karaibskich – m.in. z Aruby Bahamów, Curaçao oraz Surinamu, Wenezueli i ze Stanów Zjednoczonych; program w j. angielskim, chińskim, hiszpańskim i amerykańskim języku migowym).

#### Włochy
6–9 sierpnia: Rzym, Stadio Olimpico (ponad 70 tysięcy obecnych; program w j. włoskim, angielskim i arabskim; delegacje m.in. z Albanii, Australii, Belgii, Cypru, Egiptu, Filipin, Ghany, Grecji, Hiszpanii, Irlandii, Izraela, Japonii, Libanu, Luksemburga, Maroka, Mołdawii, Niemiec, Nigerii, Palestyny, Rumunii, Stanów Zjednoczonych, Szwajcarii, Tunezji, Ukrainy i Wielkiej Brytanii); Bari, Stadio San Nicola (program w j. włoskim, albańskim i greckim); Bolonia, Stadio Renato Dall’Ara (program w j. włoskim i hiszpańskim); Genua, Stadio Luigi Ferraris; Katania, Stadio Cibali; Turyn, Stadio Olimpico di Torino; Werona, Stadio Marcantonio Bentegodi (program w j. włoskim, niemieckim i rumuńskim).

#### Wybrzeże Kości Słoniowej
24–27 grudnia: Abidżan, Stade Félix Houphouët-Boigny (program w j. angielskim, baule, ewe, francuskim, twi i amerykańskim j. migowym).

## Kongresy okręgowe
Oprócz kongresów międzynarodowych w przeszło 150 krajach zorganizowano również kongresy okręgowe.
3 lipca na kongresie w Demokratycznej Republice Konga ogłoszono wydanie „Pisma Świętego w Przekładzie Nowego Świata” w języku lingala. 
W Bułgarii przeprowadzono specjalną kampanię, w ramach której z różnych zakątków Europy zaproszono do pomocy współwyznawców znających język bułgarski. Kampania trwała siedem tygodni i zakończyła się kongresem w Sofii w dniach od 14 do 16 sierpnia.
9 lipca na kongresie w Tartu w Estonii, członek Ciała Kierowniczego Guy H. Pierce ogłosił wydanie w języku estońskim „Chrześcijańskich Pism Greckich w Przekładzie Nowego Świata”.
Na kongresie w Lublanie w Słowenii, Samuel Herd z Ciała Kierowniczego ogłosił wydanie Pisma Świętego w Przekładzie Nowego Świata w języku słoweńskim.

### Kongresy okręgowe w Polsce
16–19 lipca (w tym terminie niektóre punkty programu były transmitowane z kongresu w Poznaniu): Bydgoszcz (Stadion Polonii); Sosnowiec (Centrum Kongresowe Świadków Jehowy); Warszawa (Centrum Targowo-Kongresowe); Wrocław (Stadion Olimpijski, ponad 16 tysięcy obecnych); Zabrze (Stadion Górnika); Zamość (Stadion OSiR).
Dodatkowo kongresy odbyły się w dniach 24–26 lipca: Białystok (Stadion Hetmana); Gdańsk (Stadion Polonii); Lublin (Hala Globus); Łódź (Stadion Startu); Rzeszów (Hala Podpromie); Sosnowiec (Centrum Kongresowe Świadków Jehowy); Szczecin (Stadion Arkonii); Warszawa (Sala Zgromadzeń (program w języku migowym)).
W Polsce odbył się kongres międzynarodowy w Poznaniu oraz 15 kongresów okręgowych (w tym jeden w polskim j. migowym) w 13 miastach. Ogółem przybyły na nie 146 263 osoby, ochrzczono 1209 osób.

## Program
- Dramat: (przedstawienie kostiumowe)
  - Twój brat był martwy, a ożył
- Słuchowiska:
  - „Póki nie skonam, nie wyrzeknę się swej nieskazitelności!” (Hi 1 i 2 rozdz. Dn 6 rozdz.)[53]
  - „Twój brat był martwy, a ożył” (Łk 15:11–32)
  - Śpiewajcie Jehowie – fragmenty nagrań wokalnych[54]
- Wykład publiczny:
  - „Jak przeżyć koniec świata?”[55]
- Czas trwania: czwartek (tylko kongresy międzynarodowe): 13:20 do 16:55; piątek i sobota 9:20 do 16:55; niedziela 9:20 do 16:00[1]

Wszystkie kongresy poprzedziła trzytygodniowa ogólnoświatowa kampania informacyjna – trzecia tego rodzaju – polegająca na rozpowszechnianiu specjalnych zaproszeń na kongresy zorganizowane w ponad 155 krajach. Wstęp na kongresy był wolny, również bez zaproszeń.